# Resolució 1185 del Consell de Seguretat de les Nacions Unides
La Resolució 1185 del Consell de Seguretat de les Nacions Unides, adoptada per unanimitat el 20 de juliol de 1998 després de reafirmar totes les resolucions anteriors del Sàhara Occidental, el Consell va ampliar el mandat de la Missió de Nacions Unides pel Referèndum al Sàhara Occidental (MINURSO) fins al 21 de setembre de 1998 per tal de procedir a la tasca d'identificació dels votants.
MINURSO, el Secretari General Kofi Annan i el seu enviat especial i Representant Especial estaven treballant al Sàhara Occidental per ajudar a implementar el Pla de Regularització Que incloïa un referèndum d'autodeterminació per a la població del territori. La responsabilitat del procés d'identificació dels votants es va fer amb la Comissió d'Identificació.
Tant al Marroc com al Front Polisario se'ls va encarregar cooperar amb les Nacions Unides durant el procés d'identificació dels votants. La resolució va assenyalar el desplegament continuat d'unitats d'enginyeria per a les activitats de desminatge i el personal administratiu necessari per donar suport al desplegament de personal militar. El Consell consideraria implementacions addicionals només quan es fes necessari. Va exigir la ràpida conclusió del Status of Forces Agreement en relació amb les unitats militars i de desminatge i per a la supressió de les restriccions de l'avió de la MINURSO.
Finalment es va demanar al secretari general que informés cada 30 dies des de l'extensió de la MINURSO relatiu als esdeveniments del territori i el mandat de la MINURSO.